# Municipio di Osnabrück

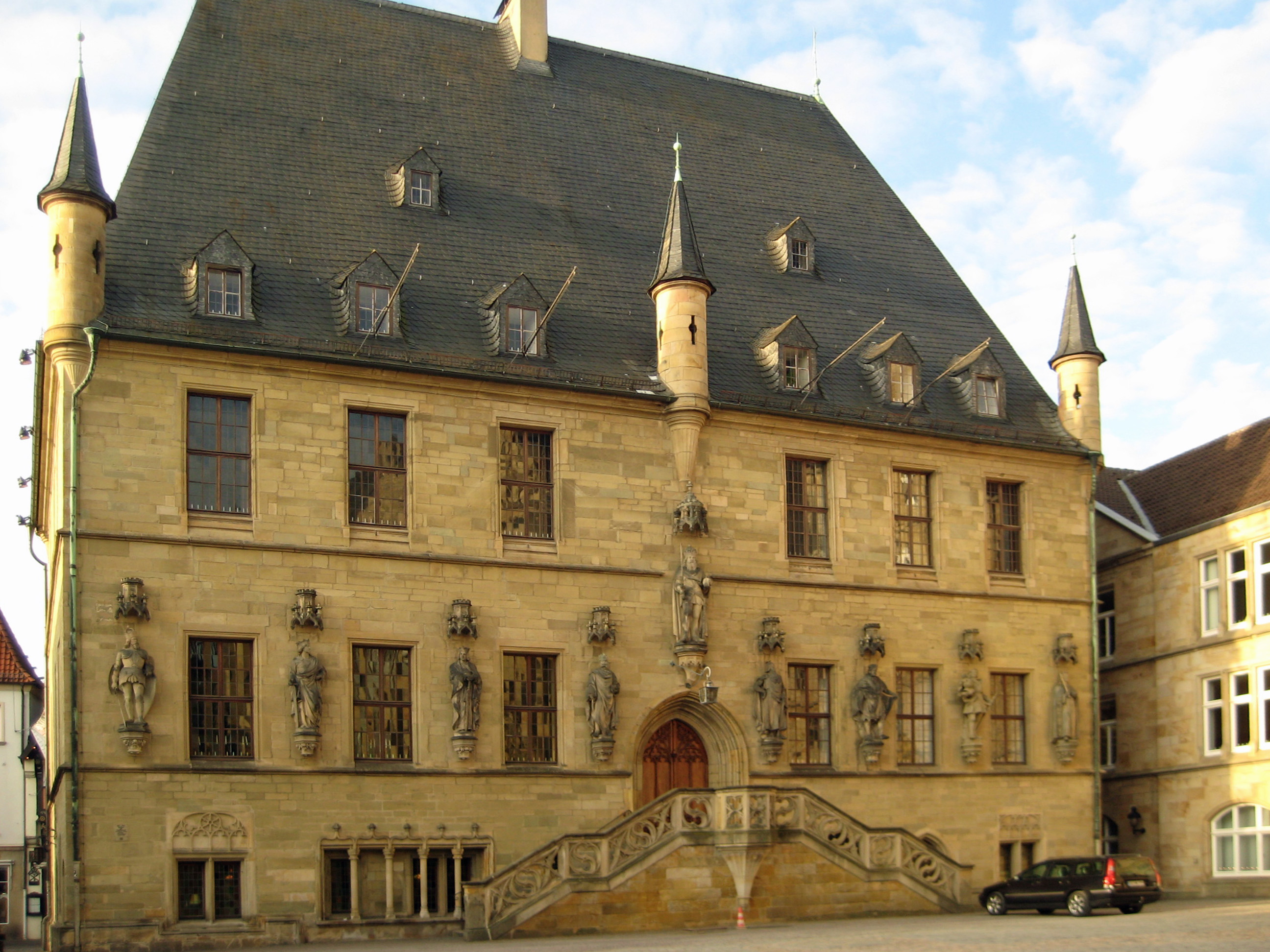
Il Municipio di Osnabrück

Il Municipio di Osnabrück, in Germania, fu costruito in stile tardo gotico tra il 1487 e il 1512. È uno degli edifici e degli emblemi più importanti di Osnabrück e ancora oggi è utilizzato come municipio della città. Il Trattato di Vestfalia fu negoziato e firmato dai combattenti della Guerra dei Trent'anni nei municipi di Osnabrück e Münster nel 1648.
Il 15 aprile 2015, lo storico municipio ha ricevuto il marchio del patrimonio europeo dalla Commissione europea come uno dei siti della Pace di Vestfalia.

## Storia
L'antico municipio di Osnabrück, situato nel Marktplatz (piazza del mercato), continuò a essere utilizzato fino al XVI secolo. Tuttavia, nel secolo precedente, il consiglio della Hansestadt (città anseatica) di Osnabrück aveva ordinato la costruzione di un nuovo municipio. La costruzione iniziò nel 1487; nel 1505 l'edificio fu completato. Nel 1512 la costruzione del nuovo municipio di Osnabrück fu completata. Tuttavia, solo nel 1575 fu completata la decorazione interna.
Gli ultimi anni della Guerra dei Trent'anni furono i più significativi per la storia dell'edificio. Dal 1643 al 1648 una parte delle delegazioni inviate dai combattenti della Guerra dei Trent'anni si riunì nel municipio di Osnabrück per negoziare un accordo di pace. Il risultato finale fu il Westfälischer Frieden von Osnabrück und Münster (Trattato di pace di Osnabrück e Münster), firmato nel 1648. Tra coloro che si sedettero nel municipio di Osnabrück c'erano gli inviati del Regno di Svezia e quelli dell'imperatore e dei possedimenti imperiali; al contrario, i rappresentanti dell'imperatore e della Francia negoziarono contemporaneamente nel municipio di Münster. Oggi i negoziati sono ricordati dai ritratti dei 42 inviati europei al Friedenskongress (congresso di pace), posizionati intorno alle pareti della Friedenssaal (sala della pace) del municipio. Inoltre, sono presenti tre ritratti dei sovrani delle principali nazioni combattenti: Cristina, regina di Svezia, Luigi XIV di Francia e l'imperatore tedesco Ferdinando III.
Il 13 settembre 1944, durante la Seconda guerra mondiale, il municipio di Osnabrück fu colpito più volte dalle bombe alleate (soprattutto britanniche) durante i raid aerei e gravemente danneggiato. Il municipio fu bruciato fino alle fondamenta. Poiché quasi tutti gli arredi storici del municipio erano stati messi in deposito qualche tempo prima, in previsione di una distruzione definitiva da parte della popolazione locale, la maggior parte delle decorazioni interne si salvò. Il 24 ottobre 1948 - giusto in tempo per le celebrazioni del 300º anniversario della Pace di Vestfalia - il municipio restaurato, con i suoi arredi storici, fu ufficialmente riaperto all'attività.